# Bokoryuren
Bokoryuren ist ein Motu des Ailinginae-Atolls der pazifischen Inselrepublik Marshallinseln.

## Geographie
Bokoryuren liegt im Osten der Riffkrone des Ailinginae-Atolls, sie ist eine von nur drei weiteren namhaften Inselchen auf dieser Seite des Atolls. Die Insel ist unbewohnt und seit dem Kernwaffentest der Bravo-Bombe atomar verseucht. Die nächste namhafte Insel im Süden ist Majokoryaan, im Norden liegt Charaien.